# Țuglui (okręg Dolj)
Țuglui – wieś w Rumunii, w okręgu Dolj, w gminie Țuglui. W 2011 roku liczyła 2556 mieszkańców.